# Stiepnoje Poleołogowo
Stiepnoje Poleołogowo (ros. Степное Полеологово) – wieś (sieło) w Rosji, w obwodzie penzeńskim, w rejonie biessonowskim. W 2021 liczyła 780 mieszkańców.